# Infernal Affairs 3
Série
Infernal Affairs 2
(2003)
Pour plus de détails, voir Fiche technique et Distribution.
Infernal Affairs 3 (無間道III：終極無間, Mou gaan dou III: Jung gik mou gaan) est un film hongkongais réalisé par Andrew Lau et Alan Mak, sorti en 2003. Il s'agit du troisième et dernier volet de la trilogie Infernal Affairs.

## Synopsis
Dix mois après le meurtre de Yan (Tony Leung Chiu-wai), Ming (Andy Lau) est relégué à du travail de bureau. Il est pourtant bientôt réintégré aux Affaires Internes, et s'interroge au sujet des autres taupes de Sam, toujours infiltrées dans la police. Un membre de la Sûreté, Yeung, fait alors son apparition et semble avoir été très proche de Sam avant sa mort... Ming se demande si cet homme n'est pas un des derniers hommes infiltrés par Sam, qui chercherait à l'éliminer. Parallèlement à cette intrigue, le film nous ramène dans le passé, quelques mois avant la mort de Yan. Yan semble perdre la confiance de Sam, qui essaye de conclure un deal avec des mafieux chinois. Le mystérieux Yeung est présent également, et Yan s'interroge sur son compte. Les deux affaires vont finalement se rejoindre pour qu'enfin toute la vérité éclate.

## Fiche technique
- Titre : Infernal Affairs 3
- Titre original : Wu jian dao 3 (無間道III)
- Réalisation : Andrew Lau et Alan Mak
- Scénario : Felix Chong et Alan Mak
- Musique : Chan Kwong-Wing
- Photographie : Andrew Lau et Man-Ching Ng
- Montage : Pang Ching-Hei et Danny Pang
- Pays d'origine : Hong Kong
- Format : Couleurs - 2,35:1 - DTS / Dolby Digital / SDDS - 35 mm
- Genre : Policier
- Durée : 118 minutes
- Dates de sortie : 
  -  Hong Kong : 12 décembre 2003
  -  France : 18 juin 2007 (en DVD)

## Distribution
- Andy Lau (VF : Jean-Michel Fête)  : Lau Kin Ming
- Tony Leung Chiu-wai (VF : Pierre Baux) : Chan Wing Yan
- Leon Lai (VF : Bernard Gabay) : SP Yeung Kam Wing
- Anthony Wong : SP Wong Chi Shing
- Kelly Chen : Dr Lee Sum Yee
- Daoming Chen (VF : Paul Borne) : Shen Cheng / L'Ombre
- Eric Tsang : Hon Sam
- Chapman To : Keung
- Ng Ting Yip : l'inspecteur Cheung
- Wan Chi Keung : SP Leung
- Gordon Lam (VF : Damien Boisseau) : l'inspecteur Billy